# Kanton Yerres
Kanton Yerres is een kanton van het Franse departement Essonne. Kanton Yerres maakt deel uit van het arrondissement Évry en telt 49.067 inwoners in 2018.

## Gemeenten
Het kanton Yerres omvatte tot 2014 de volgende gemeenten:
- Crosne
- Yerres (hoofdplaats)

Na de herindeling van de kantons bij decreet van 24 februari 2014 met uitwerking op 22 maart 2015 omvat het kanton :
- het oostelijk deel van de gemeente Brunoy
- de gemeente Yerres (hoofdplaats)